# Helen (Georgia)
Helen város az USA Georgia államában, White megyében. Lakosainak száma 531 fő (2020. április 1.).

## Népesség
A település népességének változása:
| Lakosok száma | 176  | 510  | 531  |
|               | 1920 | 2010 | 2020 |